# Адаптивна система (теорія управління)
Адаптивними системами автоматичного керування називаються системи у яких автоматично змінюється алгоритм керування з метою збереження показників якості при довільному зміщенні характеристик керованого об'єкта та зовнішніх умов.

## Класифікація адаптивних систем
За характером змін у керуючому пристрої адаптивні системи поділяють на дві великі групи:
самоналаштовувальні (змінюються тільки значення параметрів регулятора)
самоорганізовні (змінюється структура самого регулятора).
За способом вивчення об'єкта системи поділяють на 
пошукові
безпошукові.
У першій групі особливо відомі екстремальні системи, метою керування яких є підтримка 
системи в точці екстремуму статичних характеристик об'єкта. У таких системах для визначення керуючих впливів, що забезпечують рух до екстремуму, до керуючого сигналу додається пошуковий сигнал. 
Безпошукові адаптивні системи керування за способом одержання інформації для підлаштовування параметрів регулятора діляться на 
системи з еталонною моделлю (ЕМ)
системи з ідентифікатором, у літературі їх іноді називають системами з налаштовуваною моделлю (НМ).
Адаптивні системи з ЕМ містять динамічну модель системи, що володіє необхідною якістю. 
Способи керування адаптивних систем з ідентифікатором ділять на
прямий
непрямий.
При непрямому адаптивному керуванні спочатку робиться оцінка параметрів об'єкта, після чого на підставі отриманих оцінок визначаються необхідні значення параметрів регулятора й здійснюється їхнє підлаштовування. При прямому адаптивному керуванні завдяки обліку взаємозв'язку параметрів об'єкта й регулятора  здійснюється безпосередня оцінка  й підлаштовування параметрів регулятора, чим виключається етап ідентифікації параметрів об'єкта.
За способом досягнення ефекту самоналаштовування системи з моделлю діляться на
системи з сигнальною (пасивною) адаптацією
системи з параметричною (активною) адаптацією.
У системах із сигнальною адаптацією ефект самоналаштовування досягається без зміни параметрів керуючого пристрою за допомогою компенсуючих сигналів. Системи, що поєднують у собі обидва види адаптації, називають комбінованими.

## Застосування
Застосовується для керування нелінійною системою, і/або системою зі змінними параметрами.
До прикладів таких систем відносять, наприклад, асинхронні машини, транспортні засоби на магнітній подушці, магнітні підшипники тощо. Серед механічних систем можна назвати інверсний маятник, підйомно-транспортні машини, роботи, машини, що крокують, підводні апарати, літаки, ракети, багато видів керованої високоточної зброї тощо.